# 執迷有悟
〈執迷有悟〉（英語：Obsessed）是臺灣女演員柯佳嬿演唱的歌曲，為電影《想見你》之插曲，由滾石唱片發行，2023年1月4日於各大數位音樂平台上線。

## 背景
〈執迷有悟〉是由《想見你》女主角柯佳嬿首次為電影演唱的歌曲，由達西填詞作曲、柯佳嬿參與填詞、侯志堅擔任製作人。對於首次發表個人單曲和創作，她表示很難得做一件和演戲無關的事情，覺得很好玩，也透過寫詞來表達角色的心境，並以角色狀態來演唱。她覺得唱歌很有趣，和演戲有異曲同工之妙，只是改用聲音來表達情感，而製作人就相當於導演，在錄音時給予引導、對她的聲音運用進行調整，並盡力去完成導演想要的東西。歌曲描述她所飾演的女主角黃雨萱的心境，面對愛人的離開，她選擇繼續沈浸在想念和執著的痛苦之中，其實她比任何人都明白，自己還沒辦法放下。

## 製作團隊
註：參見音樂錄影帶下方說明文字之人員名單。
- 侯志堅 — 製作人、配唱製作人
- 袁偉翔（芬達） — 編曲
- 盧苑儀 — 合聲
- 唐士珉（瞇瞇） — 人聲錄音師、母帶後期處理工程師
- 白金錄音室 — 人聲錄音室
- 曜爆甘音樂工作室 — 弦樂
- 蔡曜宇 — 第一小提琴
- 黃雨柔 — 第二小提琴
- 甘威鵬 — 中提琴
- 劉涵（隱分子） — 大提琴
- 楊敏奇（大米音樂） — 弦樂錄音師
- 張閔翔、朱品豪 — 弦樂助理錄音師
- 強力錄音室 — 弦樂錄音室
- 黃文萱 — 混音工程師
- 沈冠霖 — 混音助理
- Purring Sound Studio — 混音錄音室
- 天空之城音樂製作有限公司 — 母帶後期處理錄音室
- Rock Music Publishing Co., Ltd. — OP

## 榜單成績
| 榜單               | 最高名次 | 最高名次 | 備註        |
| 榜單               | 日榜     | 週榜     | 備註        |
| ------------------ | -------- | -------- | ----------- |
| KKBOX 華語新歌榜單 | 11       | 16       | [ 2 ] [ 3 ] |
| KKBOX 華語單曲榜單 | 47       |          | [ 4 ] [ 5 ] |